# Superviviente (novela)
Superviviente es una novela escrita por Chuck Palahniuk y publicada en el 2000. Es una sátira mordaz y reveladora del precio de la fama y de la locura sobre la que se cimienta el mundo moderno. Palahniuk ahonda en el cuestionamiento de las fuerzas que guían el mundo actual, una vez sustituidas las motivaciones vitales por las materiales y las cada vez más banalizadas pseudoespirituales.

## Argumento
Tender Branson, último superviviente de la llamada Iglesia del Credo, secta manipuladora que utiliza a las personas para su propio beneficio económico (y que ordena el suicidio a sus fieles en el momento de que son descubiertos como miembros) dicta su vida a la caja negra del vuelo 2039, que surca los cielos en piloto automático a más de 39.000 pies sobre el océano Pacífico. Está solo en el avión, que se estrellará en breves momentos en el vasto desierto australiano. Pero antes de que eso suceda, quiere dejar constancia de su travesía personal, de cómo pasó de niño creyente y humilde criado a un abotargado mesías mediático atiborrado de colágeno y esteroides, supuesto autor de una exitosa autobiografía titulada Redimido de la Redención y de un libro de plegarias comunes: la plegaria para retardar el orgasmo, la plegaria para frenar la alopecia, la plegaria para silenciar alarmas de coches... todo ello bajo la supervisión de un agente publicitario avaricioso y manipulador.
- Datos: Q568143